# Tournoi féminin de hockey sur glace aux Jeux olympiques d'hiver de 2022
Navigation
Pyeongchang 2018 Milan-Cortina 2026
Le tournoi de hockey sur glace féminin aux Jeux olympiques de Pékin a lieu du 3 au 17 février 2022,.
L'équipe du Canada remporte la médaille d'or pour la cinquième fois de son histoire et bat un nouveau record avec 53 buts inscrits en un tournoi olympique .

## Qualifications
Pour la première fois dans l'histoire des Jeux olympiques, dix équipes sont sélectionnées pour jouer le tournoi féminin (auparavant, seulement huit étaient en lice) .
La qualification pour le tournoi féminin de hockey sur glace des Jeux olympiques d'hiver de 2022 devait être déterminée par le classement IIHF établi à l'issue du championnat du monde féminin 2020. Ce dernier ayant été annulé à cause de la crise sanitaire du Covid19, l'IIHF a décidé de retenir les six nations les mieux classées à l'issue de la saison 2020. La Chine, pays hôte, et les six premiers du classement mondial obtiennent directement une place pour le tournoi. Les autres équipes ont la possibilité de gagner l'une des trois places restantes par l'intermédiaire de tournois qualificatifs. 
Les équipes du Danemark et de la Tchéquie participent pour la toute première fois de leur histoire à un tournoi olympique .

## Format du tournoi
Les dix équipes sont divisées en deux groupes pour le tour préliminaire avec les cinq meilleures équipes au monde dans le groupe A et les cinq autres dans le B. Les cinq équipes du groupe A et les trois meilleures du groupe B avancent en quart de finale .  
| Groupe A   | Groupe B   |
| ---------- | ---------- |
| ROC        | Chine H    |
| Canada     | Japon      |
| États-Unis | Suède Q    |
| Finlande   | Danemark Q |
| Suisse     | Tchéquie Q |

H : pays hôte   -  Q : pays qualifiés par tournoi

## Tour préliminaire

### Groupe A

#### Matches
| 03 février | Canada | 12-1 (3-0, 5-0, 4-1) | Suisse | Palais omnisports de la Capitale 1 000 spectateurs |

| Feuille de match   | Feuille de match | Feuille de match                                       | Feuille de match                            | Feuille de match                                                                 |
| ------------------ | --- | ------------------------------------------------------ | ------------------------------------------- | -------------------------------------------------------------------------------- |
|                    | Fillier (Spooner) — 1 min 4 s Fillier (Poulin) — 7 min 5 s Spooner (Fillier, Ambrose) — 11 min 20 s Johnston (Thompson, Turnbull) — 28 min 6 s Stacey (Bell) — 28 min 21 s Spooner (Nurse, Thompson) — 33 min 20 s (SN) Turnbull (Thompson, Johnston) — 35 min 40 s Stacey (Shelton) — 37 min 2 s Turnbull (Rattray, Spooner) — 46 min 14 s - Bell (Turnbull, Johnston) — 53 min 46 s Thompson (Johnston, Nurse) — 56 min 20 s Ambrose (Spooner, Thompson) — 59 min 58 s (SN) | 1-0 2-0 3-0 4-0 5-0 6-0 7-0 8-0 9-0 9-1 10-1 11-1 12-1 | - Stalder (Christen) — 48 min 30 s (2 SN) - | Arbitrage : Daria Ermak Anna Wiegand Juges de lignes : Lisa Linnek Linnea Sainio |
| Ann-Renée Desbiens | Gardiens | Andrea Brändli                                         |                                             | Arbitrage : Daria Ermak Anna Wiegand Juges de lignes : Lisa Linnek Linnea Sainio |
| 14 min             | Pénalités | 8 min                                                  |                                             | Arbitrage : Daria Ermak Anna Wiegand Juges de lignes : Lisa Linnek Linnea Sainio |
| 70                 | Tirs | 15                                                     |                                             | Arbitrage : Daria Ermak Anna Wiegand Juges de lignes : Lisa Linnek Linnea Sainio |

| 03 février | Finlande | 2-5 (0-2, 0-2, 2-1) | États-Unis | Palais omnisports de Wukesong 335 spectateurs |

| Feuille de match | Feuille de match                                                                        | Feuille de match            | Feuille de match | Feuille de match                                                              |
| ---------------- | --------------------------------------------------------------------------------------- | --------------------------- | --- | ----------------------------------------------------------------------------- |
|                  | - Tapani (Laitinen, Nieminen) — 43 min 15 s (SN) - Tapani (Karvinen) — 57 min 40 s (SN) | 0-1 0-2 0-3 0-4 1-4 1-5 2-5 | Kessel (Harmon) — 10 min 37 s Carpenter (Pannek, Dunne) — 13 min (SN) Coyne Schofield (Barnes, Compher) — 25 min 32 s Coyne Schofield (Harmon, Knight) — 26 min 36 s - Carpenter (Roque, Kessel) — 48 min 1 s - | Arbitrage : Kelly Cooke Lacey Senuk Juges de lignes : Alex Clarke Sara Strong |
| Anni Keisala     | Gardiens                                                                                | Maddie Rooney               | | Arbitrage : Kelly Cooke Lacey Senuk Juges de lignes : Alex Clarke Sara Strong |
| 8 min            | Pénalités                                                                               | 6 min                       | | Arbitrage : Kelly Cooke Lacey Senuk Juges de lignes : Alex Clarke Sara Strong |
| 12               | Tirs                                                                                    | 52                          | | Arbitrage : Kelly Cooke Lacey Senuk Juges de lignes : Alex Clarke Sara Strong |

| 04 février | ROC | 5-2 (2-1, 2-1, 1-0) | Suisse | Palais omnisports de la Capitale 0 spectateurs |

| Feuille de match | Feuille de match | Feuille de match            | Feuille de match                                                                       | Feuille de match                                                                              |
| ---------------- | --- | --------------------------- | -------------------------------------------------------------------------------------- | --------------------------------------------------------------------------------------------- |
|                  | Dobrodeeva (Vafina, Pavlova) — 5 min 54 s - Bolgareva (Kadirova) — 17 min 29 s - Shibanova (Pechnikova, Bratisheva) — 30 min 30 s Bolgareva (Kadirova) — 37 min 7 s Bolgareva (Vafina) — 41 min 39 s (IN) | 1-0 1-1 2-1 2-2 3-2 4-2 5-2 | - Stalder (Christen, Müller) — 17 min 16 s (SN) - Müller (Ryhner) — 26 min 57 s (IN) - | Arbitrage : Cianna Lieffers Elizabeth Mantha Juges de lignes : Kendall Hanley Jackie Spresser |
| Maria Sorokina   | Gardiens | Andrea Brändli              |                                                                                        | Arbitrage : Cianna Lieffers Elizabeth Mantha Juges de lignes : Kendall Hanley Jackie Spresser |
| 10 min           | Pénalités | 6 min                       |                                                                                        | Arbitrage : Cianna Lieffers Elizabeth Mantha Juges de lignes : Kendall Hanley Jackie Spresser |
| 31               | Tirs | 30                          |                                                                                        | Arbitrage : Cianna Lieffers Elizabeth Mantha Juges de lignes : Kendall Hanley Jackie Spresser |

| 05 février | Canada | 11-1 (2-1, 5-0, 4-0) | Finlande | Palais omnisports de Wukesong 670 spectateurs |

| Feuille de match   | Feuille de match | Feuille de match                                  | Feuille de match                           | Feuille de match                                                                       |
| ------------------ | --- | ------------------------------------------------- | ------------------------------------------ | -------------------------------------------------------------------------------------- |
|                    | Fillier (Spooner, Thompson) — 1 min 1 s Nurse — 12 min 45 s - Fillier (Fast, Spooner) — 23 min 22 s Nurse (Spooner, Rattray) — 30 min 1 s Jenner (Larocque, Poulin) — 31 min 20 s Jenner (Zandee-Hart, Poulin) — 34 min 27 s Stacey (Maltais, Shelton) — 36 min 35 s Rattray (Jenner, Bell) — 47 min 6 s Nurse (Ambrose, Spooner) — 53 min 7 s Stacey (Shelton, Bell) — 54 min 10 s Jenner (Clark, Poulin) — 54 min 45 s | 1-0 2-0 2-1 3-1 4-1 5-1 6-1 7-1 8-1 9-1 10-1 11-1 | - Tuominen — 18 min 27 s - - - - - - - - - | Arbitrage : Chelsea Rapin Anna Wiegand Juges de lignes : Lisa Linnek Veronica Lovensno |
| Ann-Renée Desbiens | Gardiens | Meeri Räisänen Anni Keisala                       |                                            | Arbitrage : Chelsea Rapin Anna Wiegand Juges de lignes : Lisa Linnek Veronica Lovensno |
| 14 min             | Pénalités | 8 min                                             |                                            | Arbitrage : Chelsea Rapin Anna Wiegand Juges de lignes : Lisa Linnek Veronica Lovensno |
| 48                 | Tirs | 29                                                |                                            | Arbitrage : Chelsea Rapin Anna Wiegand Juges de lignes : Lisa Linnek Veronica Lovensno |

| 05 février | États-Unis | 5-0 (1-0, 1-0, 3-0) | ROC | Palais omnisports de Wukesong 581 spectateurs |

| Feuille de match | Feuille de match | Feuille de match             | Feuille de match | Feuille de match                                                                     |
| ---------------- | --- | ---------------------------- | ---------------- | ------------------------------------------------------------------------------------ |
|                  | Harmon (Knight, Brandt) — 12 min 29 s (SN) Knight (Harmon, Coyne Schofield) — 28 min 51 s Zumwinkle (Cameranesi, Bozek) — 43 min 57 s Compher (Murphy, Scamurra) — 46 min 15 s Carpenter (Kessel, Harmon) — 48 min 44 s | 1-0 2-0 3-0 4-0 5-0          | -                | Arbitrage : Tijana Haack Anniina Nurmi Juges de lignes : Anna Hammar Jenni Heikkinen |
| Nicole Hensley   | Gardiens | Maria Sorokina Daria Gredzen |                  | Arbitrage : Tijana Haack Anniina Nurmi Juges de lignes : Anna Hammar Jenni Heikkinen |
| 6 min            | Pénalités | 14 min                       |                  | Arbitrage : Tijana Haack Anniina Nurmi Juges de lignes : Anna Hammar Jenni Heikkinen |
| 62               | Tirs | 12                           |                  | Arbitrage : Tijana Haack Anniina Nurmi Juges de lignes : Anna Hammar Jenni Heikkinen |

| 06 février | Suisse | 0-8 (0-5, 0-2, 0-1) | États-Unis | Palais omnisports de Wukesong 545 spectateurs |

| Feuille de match | Feuille de match | Feuille de match                | Feuille de match | Feuille de match                                                                |
| ---------------- | ---------------- | ------------------------------- | --- | ------------------------------------------------------------------------------- |
|                  | - -              | 0-1 0-2 0-3 0-4 0-5 0-6 0-7 0-8 | Knight (Brandt, Keller) — 5 min 40 s (SN) Compher (Scamurra, Bozek) — 14 min 4 s Knight — 14 min 13 s Pannek — 16 min 15 s Kessel (Dunne, Barnes) — 19 min 38 s Pannek (Kessel, Carpenter) — 22 min 11 s Compher (Bozek, Dunne) — 37 min 12 s Cameranesi (Pannek, Barnes) — 57 min 29 s | Arbitrage : Maria Furberg Lacey Senuk Juges de lignes : Alex Clarke Sara Strong |
| Andrea Brändli   | Gardiens         | Alex Cavallini                  | | Arbitrage : Maria Furberg Lacey Senuk Juges de lignes : Alex Clarke Sara Strong |
| 6 min            | Pénalités        | 2 min                           | | Arbitrage : Maria Furberg Lacey Senuk Juges de lignes : Alex Clarke Sara Strong |
| 8                | Tirs             | 46                              | | Arbitrage : Maria Furberg Lacey Senuk Juges de lignes : Alex Clarke Sara Strong |

| 07 février | ROC | 1-6 (0-2, 2-1, 0-2) | Canada | Palais omnisports de Wukesong 545 spectateurs |

| Feuille de match             | Feuille de match                    | Feuille de match            | Feuille de match | Feuille de match                                                                        |
| ---------------------------- | ----------------------------------- | --------------------------- | --- | --------------------------------------------------------------------------------------- |
|                              | - Chokhina (Vafina) — 37 min 21 s - | 0-1 0-2 0-3 0-4 1-4 1-5 1-6 | Nurse — 2 min 9 s Fillier (Fast, Rattray) — 2 min 29 s Rattray (Spooner, Nurse) — 27 min 45 s (SN) Ambrose (Johnston, Stacey) — 30 min 29 s - Johnston (Jenner, Poulin) — 40 min 39 s (SN) Poulin (Jenner, Ambrose) — 45 min 50 s (SN) | Arbitrage : Daria Ermak Chelsea Rapin Juges de lignes : Veronica Lovensno Linnea Sainio |
| Daria Gredzen Maria Sorokina | Gardiens                            | Emerance Maschmeyer         | | Arbitrage : Daria Ermak Chelsea Rapin Juges de lignes : Veronica Lovensno Linnea Sainio |
| 14 min                       | Pénalités                           | 8 min                       | | Arbitrage : Daria Ermak Chelsea Rapin Juges de lignes : Veronica Lovensno Linnea Sainio |
| 12                           | Tirs                                | 49                          | | Arbitrage : Daria Ermak Chelsea Rapin Juges de lignes : Veronica Lovensno Linnea Sainio |

| 07 février | Suisse | 3-2 (1-1, 1-1, 1-0) | Finlande | Palais omnisports de la Capitale 742 spectateurs |

| Feuille de match | Feuille de match | Feuille de match    | Feuille de match                                                                                  | Feuille de match                                                                            |
| ---------------- | --- | ------------------- | ------------------------------------------------------------------------------------------------- | ------------------------------------------------------------------------------------------- |
|                  | Christen (Müller, Stalder) — 11 min 52 s (2 SN) - Rüegg (Müller, Leemann) — 30 min (SN) Stalder (Müller, Sigrist) — 41 min 21 s - | 1-0 1-1 2-1 3-1 3-2 | - Laitinen (Savolainen, Tuominen) — 27 min 49 s (SN) - Holopainen (Vainikka, Tulus) — 50 min 11 s | Arbitrage : Cianna Lieffers Elizabeth Mantha Juges de lignes : Kendall Hanley Diana Mokhova |
| Andrea Brändli   | Gardiens | Anni Keisala        |                                                                                                   | Arbitrage : Cianna Lieffers Elizabeth Mantha Juges de lignes : Kendall Hanley Diana Mokhova |
| 6 min            | Pénalités | 14 min              |                                                                                                   | Arbitrage : Cianna Lieffers Elizabeth Mantha Juges de lignes : Kendall Hanley Diana Mokhova |
| 24               | Tirs | 40                  |                                                                                                   | Arbitrage : Cianna Lieffers Elizabeth Mantha Juges de lignes : Kendall Hanley Diana Mokhova |

| 08 février | États-Unis | 2-4 (0-1, 2-3, 0-0) | Canada | Palais omnisports de Wukesong 591 spectateurs |

| Feuille de match | Feuille de match                                                                            | Feuille de match        | Feuille de match | Feuille de match                                                                              |
| ---------------- | ------------------------------------------------------------------------------------------- | ----------------------- | --- | --------------------------------------------------------------------------------------------- |
|                  | - Cameranesi (Pannek, Barnes) — 29 min 17 s Carpenter (Kessel, Keller) — 31 min 34 s (SN) - | 0-1 1-1 2-1 2-2 2-3 2-4 | Jenner (Fillier, Poulin) — 14 min 10 s (SN) - Jenner (Nurse) — 32 min Rattray (Spooner, Zandee-Hart) — 34 min 25 s Poulin — 37 min 25 s (TP) | Arbitrage : Cianna Lieffers Elizabeth Mantha Juges de lignes : Kendall Hanley Jackie Spresser |
| Maddie Rooney    | Gardiens                                                                                    | Ann-Renée Desbiens      | | Arbitrage : Cianna Lieffers Elizabeth Mantha Juges de lignes : Kendall Hanley Jackie Spresser |
| 2 min            | Pénalités                                                                                   | 12 min                  | | Arbitrage : Cianna Lieffers Elizabeth Mantha Juges de lignes : Kendall Hanley Jackie Spresser |
| 53               | Tirs                                                                                        | 27                      | | Arbitrage : Cianna Lieffers Elizabeth Mantha Juges de lignes : Kendall Hanley Jackie Spresser |

| 08 février | Finlande | 5-0 (2-0, 3-0, 0-0) | ROC | Palais omnisports de la Capitale 797 spectateurs |

| Feuille de match | Feuille de match | Feuille de match                   | Feuille de match | Feuille de match                                                               |
| ---------------- | --- | ---------------------------------- | ---------------- | ------------------------------------------------------------------------------ |
|                  | Rantala (Niskanen) — 9 min 6 s Karvinen (Nieminen, Tulus) — 18 min 18 s (SN) Nylund (Vanhanen, Rantala) — 27 min 9 s Tuominen (Laitinen) — 30 min 37 s (SN) Tapani (Hiirikoski, Tulus) — 31 min 6 s (SN) | 1-0 2-0 3-0 4-0 5-0                | -                | Arbitrage : Kelly Cooke Anna Wiegand Juges de lignes : Alex Clarke Sara Strong |
| Anni Keisala     | Gardiens | Maria Sorokina Valeria Merkoucheva |                  | Arbitrage : Kelly Cooke Anna Wiegand Juges de lignes : Alex Clarke Sara Strong |
| 6 min            | Pénalités | 14 min                             |                  | Arbitrage : Kelly Cooke Anna Wiegand Juges de lignes : Alex Clarke Sara Strong |
| 30               | Tirs | 19                                 |                  | Arbitrage : Kelly Cooke Anna Wiegand Juges de lignes : Alex Clarke Sara Strong |

#### Classement
| Clt   | Équipe     | PJ | V | VP | D | DP | BP | BC | Diff | Pts |
| ----- | ---------- | -- | - | -- | - | -- | -- | -- | ---- | --- |
| +001, | Canada     | 4  | 4 | 0  | 0 | 0  | 33 | 5  | +28  | 12  |
| +002, | États-Unis | 4  | 3 | 0  | 1 | 0  | 20 | 6  | +14  | 9   |
| +003, | Finlande   | 4  | 1 | 0  | 3 | 0  | 10 | 19 | -9   | 3   |
| +004, | ROC        | 4  | 1 | 0  | 3 | 0  | 6  | 18 | -12  | 3   |
| +005, | Suisse     | 4  | 1 | 0  | 3 | 0  | 6  | 27 | -21  | 3   |

- Qualifié pour les quarts de finale

### Groupe B

#### Matches
| 03 février | Tchéquie | 3-1 (1-0, 1-1, 1-0) | Chine | Palais omnisports de Wukesong 499 spectateurs |

| Feuille de match | Feuille de match | Feuille de match | Feuille de match                   | Feuille de match                                                                      |
| ---------------- | --- | ---------------- | ---------------------------------- | ------------------------------------------------------------------------------------- |
|                  | Radová (Vanišová, Tejralová) — 10 min 38 s Křížová (Neubauerová, Čajanová) — 23 min 57 s - Pejzlová (Horálková) — 46 min 27 s | 1-0 2-0 2-1 3-1  | - Mi (Lin, Wang) — 29 min 2 s (SN) | Arbitrage : Tijana Haack Anniina Nurmi Juges de lignes : Anna Hammar Julia Kainberger |
| Klára Peslarová  | Gardiens | Tiya Chen        |                                    | Arbitrage : Tijana Haack Anniina Nurmi Juges de lignes : Anna Hammar Julia Kainberger |
| 4 min            | Pénalités | 6 min            |                                    | Arbitrage : Tijana Haack Anniina Nurmi Juges de lignes : Anna Hammar Julia Kainberger |
| 36               | Tirs | 14               |                                    | Arbitrage : Tijana Haack Anniina Nurmi Juges de lignes : Anna Hammar Julia Kainberger |

| 03 février | Suède | 1-3 (0-1, 1-1, 0-2) | Japon | Palais omnisports de Wukesong 482 spectateurs |

| Feuille de match | Feuille de match                                     | Feuille de match | Feuille de match | Feuille de match                                                                            |
| ---------------- | ---------------------------------------------------- | ---------------- | --- | ------------------------------------------------------------------------------------------- |
|                  | - Nylén Persson (Wikner-Zienkiewicz) — 20 min 30 s - | 0-1 1-1 1-2 1-3  | Koike (Kubo, Osawa) — 19 min 13 s - Ukita (Ak.Shiga, Ao.Shiga) — 44 min 3 s Yoneyama (Koyama, Hosoyamada) — 58 min 59 s (CV) | Arbitrage : Cianna Lieffers Elizabeth Mantha Juges de lignes : Kendall Hanley Diana Mokhova |
| Emma Söderberg   | Gardiens                                             | Nana Fujimoto    | | Arbitrage : Cianna Lieffers Elizabeth Mantha Juges de lignes : Kendall Hanley Diana Mokhova |
| 6 min            | Pénalités                                            | 4 min            | | Arbitrage : Cianna Lieffers Elizabeth Mantha Juges de lignes : Kendall Hanley Diana Mokhova |
| 27               | Tirs                                                 | 40               | | Arbitrage : Cianna Lieffers Elizabeth Mantha Juges de lignes : Kendall Hanley Diana Mokhova |

| 04 février | Danemark | 1-3 (1-0, 0-1, 0-2) | Chine | Palais omnisports de Wukesong 580 spectateurs |

| Feuille de match         | Feuille de match                      | Feuille de match | Feuille de match                                                                      | Feuille de match                                                                        |
| ------------------------ | ------------------------------------- | ---------------- | ------------------------------------------------------------------------------------- | --------------------------------------------------------------------------------------- |
|                          | Frandsen (Jensen, Glud) — 8 min 6 s - | 1-0 1-1 1-2 1-3  | - Q.Lin (Yu, Wang) — 36 min 46 s N.Lin (Q.Lin) — 59 min 10 s Q.Lin — 59 min 28 s (CV) | Arbitrage : Daria Ermak Chelsea Rapin Juges de lignes : Veronica Lovensno Linnea Sainio |
| Cassandra Repstock-Romme | Gardiens                              | Jiaying Zhou     |                                                                                       | Arbitrage : Daria Ermak Chelsea Rapin Juges de lignes : Veronica Lovensno Linnea Sainio |
| 6 min                    | Pénalités                             | 6 min            |                                                                                       | Arbitrage : Daria Ermak Chelsea Rapin Juges de lignes : Veronica Lovensno Linnea Sainio |
| 23                       | Tirs                                  | 32               |                                                                                       | Arbitrage : Daria Ermak Chelsea Rapin Juges de lignes : Veronica Lovensno Linnea Sainio |

| 05 février | Japon | 6-2 (3-0, 2-1, 1-1) | Danemark | Palais omnisports de Wukesong 476 spectateurs |

| Feuille de match            | Feuille de match | Feuille de match                     | Feuille de match                                                                  | Feuille de match                                                                |
| --------------------------- | --- | ------------------------------------ | --------------------------------------------------------------------------------- | ------------------------------------------------------------------------------- |
|                             | H.Yamashita (Miura, Koike) — 10 min 46 s H.Toko (Shiga, A.Toko) — 12 min 8 s Ukita — 13 min 50 s A.Toko (H.Toko) — 22 min 53 s - Ak.Shiga (Kubo, H.Toko) — 39 min 54 s (SN) Yoneyama (Yamashita, Koike) — 48 min 2 s - | 1-0 2-0 3-0 4-0 4-1 5-1 6-1 6-2      | - Bau Hansen (Jensen) — 29 min 16 s - Jakobsen (Persson, Weis) — 59 min 55 s (SN) | Arbitrage : Kelly Cooke Maria Furberg Juges de lignes : Alex Clarke Sara Strong |
| Nana Fujimoto Akane Konishi | Gardiens | Lisa Jensen Cassandra Repstock-Romme |                                                                                   | Arbitrage : Kelly Cooke Maria Furberg Juges de lignes : Alex Clarke Sara Strong |
| 8 min                       | Pénalités | 8 min                                |                                                                                   | Arbitrage : Kelly Cooke Maria Furberg Juges de lignes : Alex Clarke Sara Strong |
| 42                          | Tirs | 20                                   |                                                                                   | Arbitrage : Kelly Cooke Maria Furberg Juges de lignes : Alex Clarke Sara Strong |

| 05 février | Tchéquie | 3-1 (1-0, 1-1, 1-0) | Suède | Palais omnisports de la Capitale 438 spectateurs |

| Feuille de match | Feuille de match                                                            | Feuille de match | Feuille de match                               | Feuille de match                                                                                 |
| ---------------- | --------------------------------------------------------------------------- | ---------------- | ---------------------------------------------- | ------------------------------------------------------------------------------------------------ |
|                  | Vanišová — 18 min 23 s Hymlarová — 33 min 56 s (IN) - Vanišová — 54 min 3 s | 1-0 2-0 2-1 3-1  | - Murén (Johansson, Adolfsson) — 39 min 16 s - | Arbitrage : Cianna Lieffers Elizabeth Mantha Juges de lignes : Diana Mokhova Jacqueline Spresser |
| Klára Peslarová  | Gardiens                                                                    | Emma Söderberg   |                                                | Arbitrage : Cianna Lieffers Elizabeth Mantha Juges de lignes : Diana Mokhova Jacqueline Spresser |
| 12 min           | Pénalités                                                                   | 8 min            |                                                | Arbitrage : Cianna Lieffers Elizabeth Mantha Juges de lignes : Diana Mokhova Jacqueline Spresser |
| 46               | Tirs                                                                        | 28               |                                                | Arbitrage : Cianna Lieffers Elizabeth Mantha Juges de lignes : Diana Mokhova Jacqueline Spresser |

| 06 février | Chine | 2-1 (TB) (0-1, 0-0, 1-0, 0-0, 1-0) | Japon | Palais omnisports de Wukesong 506 spectateurs |

| Feuille de match | Feuille de match                                | Feuille de match | Feuille de match                              | Feuille de match                                                                          |
| ---------------- | ----------------------------------------------- | ---------------- | --------------------------------------------- | ----------------------------------------------------------------------------------------- |
|                  | - Baozhen (Beika) — 41 min 6 s Le — 65 min (TB) | 0-1 1-1 2-1      | Hosoyamada (Koike, Osawa) — 18 min 2 s (SN) - | Arbitrage : Tijana Haack Anniina Nurmi Juges de lignes : Jenni Heikkinen Julia Kainberger |
| Jiaying Zhou     | Gardiens                                        | Nana Fujimoto    |                                               | Arbitrage : Tijana Haack Anniina Nurmi Juges de lignes : Jenni Heikkinen Julia Kainberger |
| 6 min            | Pénalités                                       | 0 min            |                                               | Arbitrage : Tijana Haack Anniina Nurmi Juges de lignes : Jenni Heikkinen Julia Kainberger |
| 30               | Tirs                                            | 33               |                                               | Arbitrage : Tijana Haack Anniina Nurmi Juges de lignes : Jenni Heikkinen Julia Kainberger |

| 07 février | Danemark | 3-2 (1-1, 1-1, 1-0) | Tchéquie | Palais omnisports de Wukesong 637 spectateurs |

| Feuille de match         | Feuille de match                                                                        | Feuille de match                  | Feuille de match                                                             | Feuille de match                                                                |
| ------------------------ | --------------------------------------------------------------------------------------- | --------------------------------- | ---------------------------------------------------------------------------- | ------------------------------------------------------------------------------- |
|                          | - Jakobsen — 9 min 14 s - Weis — 24 min 28 s Glud (Jakobsen, Jensen) — 40 min 49 s (SN) | 0-1 1-1 1-2 2-2 3-2               | Tejralová (Křížová) — 5 min 48 s - Mrázová (Radová, Vanišová) — 23 min 1 s - | Arbitrage : Maria Furberg Lacey Senuk Juges de lignes : Alex Clarke Sara Strong |
| Cassandra Repstock-Romme | Gardiens                                                                                | Viktorie Švejdová Klára Peslarová |                                                                              | Arbitrage : Maria Furberg Lacey Senuk Juges de lignes : Alex Clarke Sara Strong |
| 12 min                   | Pénalités                                                                               | 8 min                             |                                                                              | Arbitrage : Maria Furberg Lacey Senuk Juges de lignes : Alex Clarke Sara Strong |
| 17                       | Tirs                                                                                    | 32                                |                                                                              | Arbitrage : Maria Furberg Lacey Senuk Juges de lignes : Alex Clarke Sara Strong |

| 07 février | Chine | 1-2 (1-0, 0-2, 0-0) | Suède | Palais omnisports de Wukesong 588 spectateurs |

| Feuille de match | Feuille de match              | Feuille de match | Feuille de match                                                                     | Feuille de match                                                                          |
| ---------------- | ----------------------------- | ---------------- | ------------------------------------------------------------------------------------ | ----------------------------------------------------------------------------------------- |
|                  | Mulan (Jiaxin) — 5 min 16 s - | 1-0 1-1 1-2      | - Wikner-Zienkiewicz — 25 min 14 s (TP) Bouveng (Nylén Persson, Waxin) — 26 min 39 s | Arbitrage : Anniina Nurmi Anna Wiegand Juges de lignes : Jenni Heikkinen Julia Kainberger |
| Jiaying Zhou     | Gardiens                      | Emma Söderberg   |                                                                                      | Arbitrage : Anniina Nurmi Anna Wiegand Juges de lignes : Jenni Heikkinen Julia Kainberger |
| 2 min            | Pénalités                     | 6 min            |                                                                                      | Arbitrage : Anniina Nurmi Anna Wiegand Juges de lignes : Jenni Heikkinen Julia Kainberger |
| 33               | Tirs                          | 33               |                                                                                      | Arbitrage : Anniina Nurmi Anna Wiegand Juges de lignes : Jenni Heikkinen Julia Kainberger |

| 08 février | Japon | 3-2 (TB) (1-0, 0-1, 1-1, 0-0, 1-0) | Tchéquie | Palais omnisports de Wukesong 638 spectateurs |

| Feuille de match | Feuille de match                                                                               | Feuille de match    | Feuille de match                                           | Feuille de match                                                                     |
| ---------------- | ---------------------------------------------------------------------------------------------- | ------------------- | ---------------------------------------------------------- | ------------------------------------------------------------------------------------ |
|                  | H.Toko (Shiga, A.Toko) — 4 min (SN) - H.Toko (Kubo, A.Toko) — 40 min 23 s (SN) - Kubo — 65 min | 1-0 1-1 2-1 2-2 3-2 | - Křížová (Vanišová) — 26 min 9 s - Mlýnková — 45 min 53 s | Arbitrage : Daria Abrosimova Daria Ermak Juges de lignes : Lisa Linnek Linnea Sainio |
| Nana Fujimoto    | Gardiens                                                                                       | Klára Peslarová     |                                                            | Arbitrage : Daria Abrosimova Daria Ermak Juges de lignes : Lisa Linnek Linnea Sainio |
| 6 min            | Pénalités                                                                                      | 10 min              |                                                            | Arbitrage : Daria Abrosimova Daria Ermak Juges de lignes : Lisa Linnek Linnea Sainio |
| 24               | Tirs                                                                                           | 38                  |                                                            | Arbitrage : Daria Abrosimova Daria Ermak Juges de lignes : Lisa Linnek Linnea Sainio |

| 08 février | Suède | 3-1 (1-0, 1-1, 1-0) | Danemark | Palais omnisports de Wukesong 696 spectateurs |

| Feuille de match | Feuille de match                                                                                                   | Feuille de match         | Feuille de match                                   | Feuille de match                                                                      |
| ---------------- | --- | ------------------------ | -------------------------------------------------- | ------------------------------------------------------------------------------------- |
|                  | Nordin (Lundin) — 3 min 2 s - Johansson (Lundin, Waxin) — 36 min (SN) Berglund (Ljungblom) — 59 min 43 s (SN + CV) | 1-0 1-1 2-1 3-1          | - Oksbjerg (Jakobsen, Friis-Hansen) — 34 min 4 s - | Arbitrage : Anniina Nurmi Chelsea Rapin Juges de lignes : Anna Hammar Jenni Heikkinen |
| Emma Söderberg   | Gardiens | Cassandra Repstock-Romme |                                                    | Arbitrage : Anniina Nurmi Chelsea Rapin Juges de lignes : Anna Hammar Jenni Heikkinen |
| 12 min           | Pénalités | 6 min                    |                                                    | Arbitrage : Anniina Nurmi Chelsea Rapin Juges de lignes : Anna Hammar Jenni Heikkinen |
| 16               | Tirs | 19                       |                                                    | Arbitrage : Anniina Nurmi Chelsea Rapin Juges de lignes : Anna Hammar Jenni Heikkinen |

#### Classement
| Clt   | Équipe   | PJ | V | VP | D | DP | BP | BC | Diff | Pts |
| ----- | -------- | -- | - | -- | - | -- | -- | -- | ---- | --- |
| +001, | Japon    | 4  | 2 | 1  | 0 | 1  | 13 | 7  | +6   | 9   |
| +002, | Tchéquie | 4  | 2 | 0  | 1 | 1  | 10 | 8  | +2   | 7   |
| +003, | Suède    | 4  | 2 | 0  | 2 | 0  | 7  | 8  | -1   | 6   |
| +004, | Chine    | 4  | 1 | 1  | 2 | 0  | 7  | 7  | 0    | 5   |
| +005, | Danemark | 4  | 1 | 0  | 3 | 0  | 7  | 14 | -7   | 3   |

- Qualifié pour les quarts de finale
- Éliminées

## Phase finale

### Tableau
|  | Quarts de finale                          | Quarts de finale                          |                                           |                                           | Demi-finales                              | Demi-finales                              |   |  | Finale                                    | Finale                                    |
|  | Quarts de finale                          | Quarts de finale                          |                                           |                                           | Demi-finales                              | Demi-finales                              |   |  | Finale                                    | Finale                                    |
|  |                                           |                                           |                                           |                                           |                                           |                                           |   |  |                                           |                                           |
|  | 11 février, Palais omnisports de Wukesong | 11 février, Palais omnisports de Wukesong |                                           |                                           | 14 février, Palais omnisports de Wukesong | 14 février, Palais omnisports de Wukesong |   |  | 17 février, Palais omnisports de Wukesong | 17 février, Palais omnisports de Wukesong |
|  | 11 février, Palais omnisports de Wukesong | 11 février, Palais omnisports de Wukesong |                                           |                                           | 14 février, Palais omnisports de Wukesong | 14 février, Palais omnisports de Wukesong |   |  | 17 février, Palais omnisports de Wukesong | 17 février, Palais omnisports de Wukesong |
|  | États-Unis                                | 4                                         |                                           |                                           | 14 février, Palais omnisports de Wukesong | 14 février, Palais omnisports de Wukesong |   |  | 17 février, Palais omnisports de Wukesong | 17 février, Palais omnisports de Wukesong |
|  | États-Unis                                | 4                                         |                                           |                                           | 14 février, Palais omnisports de Wukesong | 14 février, Palais omnisports de Wukesong |   |  | 17 février, Palais omnisports de Wukesong | 17 février, Palais omnisports de Wukesong |
|  | Tchéquie                                  | 1                                         |                                           |                                           | 14 février, Palais omnisports de Wukesong | 14 février, Palais omnisports de Wukesong |   |  | 17 février, Palais omnisports de Wukesong | 17 février, Palais omnisports de Wukesong |
|  | Tchéquie                                  | 1                                         | États-Unis                                | 4                                         |                                           |                                           |   |  | 17 février, Palais omnisports de Wukesong | 17 février, Palais omnisports de Wukesong |
|  | 12 février, Palais omnisports de Wukesong |                                           | États-Unis                                | 4                                         |                                           |                                           |   |  | 17 février, Palais omnisports de Wukesong | 17 février, Palais omnisports de Wukesong |
|  |                                           | Finlande                                  | 1                                         |                                           |                                           |                                           |   |  | 17 février, Palais omnisports de Wukesong | 17 février, Palais omnisports de Wukesong |
|  | Finlande                                  | Finlande                                  | 1                                         | 7                                         |                                           |                                           |   |  | 17 février, Palais omnisports de Wukesong | 17 février, Palais omnisports de Wukesong |
|  | Finlande                                  |                                           |                                           | 7                                         |                                           |                                           |   |  | 17 février, Palais omnisports de Wukesong | 17 février, Palais omnisports de Wukesong |
|  | Japon                                     | 1                                         |                                           |                                           |                                           |                                           |   |  | 17 février, Palais omnisports de Wukesong | 17 février, Palais omnisports de Wukesong |
|  | Japon                                     | 1                                         | Canada                                    | 3                                         |                                           |                                           |   |  |                                           |                                           |
|  | 11 février, Palais omnisports de Wukesong |                                           | Canada                                    | 3                                         |                                           |                                           |   |  |                                           |                                           |
|  |                                           | États-Unis                                | 2                                         |                                           |                                           |                                           |   |  |                                           |                                           |
|  | Canada                                    | États-Unis                                | 2                                         | 11                                        |                                           |                                           |   |  |                                           |                                           |
|  | Canada                                    | 14 février, Palais omnisports de Wukesong |                                           | 11                                        |                                           |                                           |   |  |                                           |                                           |
|  | Suède                                     | 0                                         |                                           |                                           |                                           |                                           |   |  |                                           |                                           |
|  | Suède                                     | 0                                         | Canada                                    | 10                                        |                                           |                                           |   |  |                                           |                                           |
|  | 12 février, Palais omnisports de Wukesong | 12 février, Palais omnisports de Wukesong | Canada                                    | 10                                        | Match pour la 3e place                    | Match pour la 3e place                    |   |  |                                           |                                           |
|  | 12 février, Palais omnisports de Wukesong | 12 février, Palais omnisports de Wukesong |                                           | Suisse                                    | Match pour la 3e place                    | Match pour la 3e place                    | 3 |  |                                           |                                           |
|  | ROC                                       | 2                                         | 16 février, Palais omnisports de Wukesong | 16 février, Palais omnisports de Wukesong |                                           |                                           | 3 |  |                                           |                                           |
|  | ROC                                       | 2                                         | 16 février, Palais omnisports de Wukesong | 16 février, Palais omnisports de Wukesong |                                           |                                           |   |  |                                           |                                           |
|  | Suisse                                    | 4                                         |                                           | Suisse                                    | 0                                         |                                           |   |  |                                           |                                           |
|  | Suisse                                    | 4                                         |                                           | Suisse                                    | 0                                         |                                           |   |  |                                           |                                           |
|  |                                           |                                           |                                           |                                           |                                           |                                           |   |  | Finlande                                  | 4                                         |
|  |                                           |                                           |                                           |                                           |                                           |                                           |   |  | Finlande                                  | 4                                         |

### Quarts de finale
| 11 février | États-Unis | 4-1 (0-0, 1-1, 3-0) | Tchéquie | Palais omnisports de Wukesong 636 spectateurs |

| Feuille de match | Feuille de match | Feuille de match    | Feuille de match                             | Feuille de match                                                                        |
| ---------------- | --- | ------------------- | -------------------------------------------- | --------------------------------------------------------------------------------------- |
|                  | - Knight (Coyne Schofield, Brandt) — 25 min 47 s Stecklein (Pannek, Keller) — 46 min 49 s Harmon (Brandt, Knight) — 56 min 51 s Coyne Schofield (Keller) — 59 min 54 s | 0-1 1-1 2-1 3-1 4-1 | Pejzlová (Vanišová, Křížová) — 24 min 59 s - | Arbitrage : Elizabeth Mantha Anniina Nurmi Juges de lignes : Anna Hammar Kendall Hanley |
| Alex Cavallini   | Gardiens | Klára Peslarová     |                                              | Arbitrage : Elizabeth Mantha Anniina Nurmi Juges de lignes : Anna Hammar Kendall Hanley |
| 11 min           | Pénalités | 10 min              |                                              | Arbitrage : Elizabeth Mantha Anniina Nurmi Juges de lignes : Anna Hammar Kendall Hanley |
| 59               | Tirs | 6                   |                                              | Arbitrage : Elizabeth Mantha Anniina Nurmi Juges de lignes : Anna Hammar Kendall Hanley |

| 11 février | Canada | 11-0 (4-0, 5-0, 2-0) | Suède | Palais omnisports de Wukesong 669 spectateurs |

| Feuille de match    | Feuille de match | Feuille de match                              | Feuille de match | Feuille de match                                                                        |
| ------------------- | --- | --------------------------------------------- | ---------------- | --------------------------------------------------------------------------------------- |
|                     | Jenner (Poulin, Nurse) — 3 min 5 s Fillier (Johnston, Poulin) — 17 min 5 s Fillier (Rattray, Fast) — 17 min 41 s Rattray (Thompson, Nurse) — 19 min 35 s Spooner (Nurse, Larocque) — 23 min 16 s Ambrose (Poulin, Thompson) — 25 min 15 s Turnbull (Ambrose, Saulnier) — 26 min 56 s Jenner (Poulin, Nurse) — 28 min 13 s Clark (Bell, Zandee-Hart) — 29 min 9 s Jenner (Zandee-Hart, Thompson) — 50 min 55 s Fillier (Spooner, Fast) — 52 min 6 s | 1-0 2-0 3-0 4-0 5-0 6-0 7-0 8-0 9-0 10-0 11-0 | -                | Arbitrage : Daria Abrosimova Lacey Senuk Juges de lignes : Alex Clarke Julia Kainberger |
| Emerance Maschmeyer | Gardiens | Emma Söderberg                                |                  | Arbitrage : Daria Abrosimova Lacey Senuk Juges de lignes : Alex Clarke Julia Kainberger |
| 6 min               | Pénalités | 12 min                                        |                  | Arbitrage : Daria Abrosimova Lacey Senuk Juges de lignes : Alex Clarke Julia Kainberger |
| 39                  | Tirs | 6                                             |                  | Arbitrage : Daria Abrosimova Lacey Senuk Juges de lignes : Alex Clarke Julia Kainberger |

| 12 février | ROC | 2-4 (0-0, 1-1, 1-3) | Suisse | Palais omnisports de Wukesong 670 spectateurs |

| Feuille de match    | Feuille de match                                                                                    | Feuille de match        | Feuille de match | Feuille de match                                                                    |
| ------------------- | --------------------------------------------------------------------------------------------------- | ----------------------- | --- | ----------------------------------------------------------------------------------- |
|                     | - Savonina (Chokhina, Korjakova) — 37 min 38 s - Kadirova (Loutchnikova, Provorova) — 56 min 53 s - | 0-1 1-1 1-2 2-2 2-3 2-4 | Staenz (Müller, Stalder) — 34 min 31 s - Rüegg (Moy, Vallario) — 47 min 31 s - Müller (Stalder) — 57 min 23 s Müller — 59 min 58 s | Arbitrage : Kelly Cooke Chelsea Rapin Juges de lignes : Jenni Heikkinen Sara Strong |
| Valeria Merkoucheva | Gardiens                                                                                            | Andrea Brändli          | | Arbitrage : Kelly Cooke Chelsea Rapin Juges de lignes : Jenni Heikkinen Sara Strong |
| 4 min               | Pénalités                                                                                           | 6 min                   | | Arbitrage : Kelly Cooke Chelsea Rapin Juges de lignes : Jenni Heikkinen Sara Strong |
| 24                  | Tirs                                                                                                | 36                      | | Arbitrage : Kelly Cooke Chelsea Rapin Juges de lignes : Jenni Heikkinen Sara Strong |

| 12 février | Finlande | 7-1 (2-1, 2-0, 3-0) | Japon | Palais omnisports de Wukesong 675 spectateurs |

| Feuille de match | Feuille de match | Feuille de match                | Feuille de match                   | Feuille de match                                                                         |
| ---------------- | --- | ------------------------------- | ---------------------------------- | ---------------------------------------------------------------------------------------- |
|                  | Nieminen (Tulus, Hiirikoski) — 2 min 8 s Vainikka (Laitinen, Holopainen) — 4 min 32 s - Karvinen (Nieminen, Tapani) — 25 min 1 s Nieminen (Karvinen, Laitinen) — 28 min 29 s Nieminen (Tapani, Hiirikoski) — 40 min 18 s Tapani (Karvinen, Nieminen) — 48 min 28 s Hakala (Niskanen, Laitinen) — 52 min 29 s | 1-0 2-0 2-1 3-1 4-1 5-1 6-1 7-1 | - Ak.Shiga (H.Toko) — 15 min 1 s - | Arbitrage : Cianna Lieffers Anna Wiegand Juges de lignes : Lisa Linnek Veronica Lovensno |
| Anni Keisala     | Gardiens | Nana Fujimoto                   |                                    | Arbitrage : Cianna Lieffers Anna Wiegand Juges de lignes : Lisa Linnek Veronica Lovensno |
| 8 min            | Pénalités | 4 min                           |                                    | Arbitrage : Cianna Lieffers Anna Wiegand Juges de lignes : Lisa Linnek Veronica Lovensno |
| 49               | Tirs | 25                              |                                    | Arbitrage : Cianna Lieffers Anna Wiegand Juges de lignes : Lisa Linnek Veronica Lovensno |

### Demi-finales
| 14 février | Canada | 10-3 (5-1, 3-2, 2-0) | Suisse | Palais omnisports de Wukesong 645 spectateurs |

| Feuille de match   | Feuille de match | Feuille de match                                     | Feuille de match                                                                               | Feuille de match                                                                          |
| ------------------ | --- | ---------------------------------------------------- | ---------------------------------------------------------------------------------------------- | ----------------------------------------------------------------------------------------- |
|                    | Thompson (Johnston) — 7 min 16 s Rattray (Ambrose, Fillier) — 8 min 28 s Turnbull (Thompson, Johnston) — 9 min 4 s Fast (Nurse, Jenner) — 9 min 21 s Ambrose (Daoust, Spooner) — 10 min 40 s - Poulin (Nurse) — 27 min 52 s Clark (Johnston, Turnbull) — 28 min 3 s - Poulin (Nurse, Thompson) — 33 min 27 s Maltais (Stacey, Saulnier) — 43 min 13 s Jenner (Nurse) — 58 min 11 s | 1-0 2-0 3-0 4-0 5-0 5-1 5-2 6-2 7-2 7-3 8-3 9-3 10-3 | - Stalder (Müller) — 18 min 37 s (SN) Müller (Stalder) — 24 min 59 s - Stalder — 29 min 44 s - | Arbitrage : Anniina Nurmi Chelsea Rapin Juges de lignes : Jenni Heikkinen Jackie Spresser |
| Ann-Renée Desbiens | Gardiens | Saskia Maurer Andrea Brändli                         |                                                                                                | Arbitrage : Anniina Nurmi Chelsea Rapin Juges de lignes : Jenni Heikkinen Jackie Spresser |
| 8 min              | Pénalités | 4 min                                                |                                                                                                | Arbitrage : Anniina Nurmi Chelsea Rapin Juges de lignes : Jenni Heikkinen Jackie Spresser |
| 61                 | Tirs | 13                                                   |                                                                                                | Arbitrage : Anniina Nurmi Chelsea Rapin Juges de lignes : Jenni Heikkinen Jackie Spresser |

| 14 février | États-Unis | 4-1 (0-0, 2-0, 2-1) | Finlande | Palais omnisports de Wukesong 642 spectateurs |

| Feuille de match | Feuille de match | Feuille de match    | Feuille de match                                | Feuille de match                                                                       |
| ---------------- | --- | ------------------- | ----------------------------------------------- | -------------------------------------------------------------------------------------- |
|                  | Barnes (Brandt, Knight) — 23 min 39 s (SN) Knight (Harmon, Coyne Schofield) — 38 min 53 s Scamurra (Barnes) — 55 min 20 s - Roque (Carpenter, Kessel) — 59 min 55 s (CV) | 1-0 2-0 3-0 3-1 4-1 | - Tapani (Karvinen, Hiirikoski) — 59 min 34 s - | Arbitrage : Kelly Cooke Cianna Lieffers Juges de lignes : Anna Hammar Julia Kainberger |
| Alex Cavallini   | Gardiens | Anni Keisala        |                                                 | Arbitrage : Kelly Cooke Cianna Lieffers Juges de lignes : Anna Hammar Julia Kainberger |
| 6 min            | Pénalités | 6 min               |                                                 | Arbitrage : Kelly Cooke Cianna Lieffers Juges de lignes : Anna Hammar Julia Kainberger |
| 42               | Tirs | 26                  |                                                 | Arbitrage : Kelly Cooke Cianna Lieffers Juges de lignes : Anna Hammar Julia Kainberger |

### Match pour la troisième place
| 16 février | Finlande | 4-0 (1-0, 0-0, 3-0) | Suisse | Palais omnisports de Wukesong 724 spectateurs |

| Feuille de match | Feuille de match | Feuille de match | Feuille de match | Feuille de match                                                                   |
| ---------------- | --- | ---------------- | ---------------- | ---------------------------------------------------------------------------------- |
|                  | Vainikka (Tulus, Holopainen) — 11 min 38 s Tapani — 43 min 24 s (IN) Laitinen (Holopainen, Savolainen) — 54 min 24 s (SN) Karvinen (Nieminen, Hiirikoski) — 59 min 3 s (SN) | 1-0 2-0 3-0 4-0  | -                | Arbitrage : Elizabeth Mantha Lacey Senuk Juges de lignes : Alex Clarke Sara Strong |
| Anni Keisala     | Gardiens | Andrea Brändli   |                  | Arbitrage : Elizabeth Mantha Lacey Senuk Juges de lignes : Alex Clarke Sara Strong |
| 8 min            | Pénalités | 8 min            |                  | Arbitrage : Elizabeth Mantha Lacey Senuk Juges de lignes : Alex Clarke Sara Strong |
| 47               | Tirs | 15               |                  | Arbitrage : Elizabeth Mantha Lacey Senuk Juges de lignes : Alex Clarke Sara Strong |

### Finale
| 17 février | Canada | 3-2 (2-0, 1-1, 0-1) | États-Unis | Palais omnisports de Wukesong 834 spectateurs |

| Feuille de match   | Feuille de match                                                                                | Feuille de match    | Feuille de match                                                                       | Feuille de match                                                                  |
| ------------------ | ----------------------------------------------------------------------------------------------- | ------------------- | -------------------------------------------------------------------------------------- | --------------------------------------------------------------------------------- |
|                    | Nurse (Thompson, Poulin) — 7 min 50 s Poulin — 15 min 2 s Poulin (Jenner, Nurse) — 29 min 8 s - | 1-0 2-0 3-0 3-1 3-2 | - Knight (Brandt) — 36 min 39 s (IN) Kessel (Roque, Carpenter) — 59 min 47 s (IN + CV) | Arbitrage : Kelly Cooke Anna Wiegand Juges de lignes : Anna Hammar Kendall Hanley |
| Ann-Renée Desbiens | Gardiens                                                                                        | Alex Cavallini      |                                                                                        | Arbitrage : Kelly Cooke Anna Wiegand Juges de lignes : Anna Hammar Kendall Hanley |
| 6 min              | Pénalités                                                                                       | 4 min               |                                                                                        | Arbitrage : Kelly Cooke Anna Wiegand Juges de lignes : Anna Hammar Kendall Hanley |
| 21                 | Tirs                                                                                            | 40                  |                                                                                        | Arbitrage : Kelly Cooke Anna Wiegand Juges de lignes : Anna Hammar Kendall Hanley |

## Classement final
| Place                               | Équipe     |
| ----------------------------------- | ---------- |
| Médaille d'or, Jeux olympiques      | Canada     |
| Médaille d'argent, Jeux olympiques  | États-Unis |
| Médaille de bronze, Jeux olympiques | Finlande   |
| 4                                   | Suisse     |
| 5                                   | ROC        |
| 6                                   | Japon      |
| 7                                   | Tchéquie   |
| 8                                   | Suède      |
| 9                                   | Chine      |
| 10                                  | Danemark   |

## Récompenses individuelles
| Nurse Poulin Jenner Thompson Hiriikoski Peslarová |
| Équipe-type des médias                            |
| Nurse Poulin Jenner Thompson Hiriikoski Peslarová |

Meilleur joueuse : Brianne Jenner (Canada)
Équipe type IIHF :
- Meilleure gardienne :
- Meilleure défenseure :
- Meilleure attaquante :

## Statistiques individuelles
| Rang | Joueuse             | Pays       | PJ | B | A  | Pts | +/− | Pun |
| ---- | ------------------- | ---------- | -- | - | -- | --- | --- | --- |
| 1    | Sarah Nurse         | Canada     | 7  | 5 | 13 | 18  | +19 | 4   |
| 2    | Marie-Philip Poulin | Canada     | 7  | 6 | 11 | 17  | +9  | 6   |
| 3    | Brianne Jenner      | Canada     | 7  | 9 | 5  | 14  | +15 | 2   |
| 4    | Natalie Spooner     | Canada     | 7  | 3 | 11 | 14  | +12 | 0   |
| 5    | Claire Thompson     | Canada     | 7  | 2 | 11 | 13  | +23 | 2   |
| 6    | Sarah Fillier       | Canada     | 7  | 8 | 3  | 11  | +13 | 0   |
| 7    | Hilary Knight       | États-Unis | 7  | 6 | 4  | 10  | +6  | 0   |
| 8    | Alina Müller        | Suisse     | 7  | 4 | 6  | 10  | +1  | 4   |
| 9    | Rebecca Johnston    | Canada     | 7  | 2 | 8  | 10  | +8  | 2   |
| 10   | Jamie Lee Rattray   | Canada     | 7  | 5 | 4  | 9   | +9  | 0   |
| 10   | Lara Stalder        | Suisse     | 7  | 5 | 4  | 9   | -3  | 2   |

Pour les significations des abréviations, voir statistiques du hockey sur glace.
| Rang | Joueuse                  | Pays       | Min          | BC | Moy  | %Arr  | Bl |
| ---- | ------------------------ | ---------- | ------------ | -- | ---- | ----- | -- |
| 1    | Jiaying Zhou             | Chine      | 182 min 46 s | 4  | 1,31 | 95,51 | 0  |
| 2    | Klára Peslarová          | Tchéquie   | 262 min 3 s  | 7  | 1,60 | 94,49 | 0  |
| 3    | Ann-Renée Desbiens       | Canada     | 300 min 0 s  | 9  | 1,80 | 94    | 0  |
| 4    | Alex Cavallini           | États-Unis | 236 min 51 s | 5  | 1,27 | 92,31 | 1  |
| 5    | Nana Fujimoto            | Japon      | 292 min 54 s | 12 | 1,78 | 91,95 | 0  |
| 6    | Anni Keisala             | Finlande   | 374 min 34 s | 16 | 2,56 | 91,53 | 2  |
| 7    | Emma Söderberg           | Suède      | 277 min 1 s  | 16 | 3,47 | 91,26 | 0  |
| 8    | Cassandra Repstock-Romme | Danemark   | 191 min 44 s | 9  | 2,82 | 90,53 | 0  |
| 9    | Andrea Brändli           | Suisse     | 349 min 21 s | 32 | 5,50 | 88,32 | 0  |
| 10   | Maria Sorokina           | ROC        | 168 min 15 s | 13 | 4,64 | 87,74 | 0  |

Pour les significations des abréviations, voir statistiques du hockey sur glace.
Nota : seuls sont classées les gardiennes ayant joué au minimum 40 % du temps de jeu de leur équipe.

## Officiels
Pour le tournoi, l'IIHF a sélectionné 24 officiels, :
| - Daria Abrosimova - Nikoleta Celárová - Kelly Cooke - Daria Ermak - Maria Furberg - Lacey Senuk | - Tijana Haack - Chelsea Rapin - Cianna Lieffers - Elizabeth Mantha - Anniina Nurmi - Anna Wiegand |

| - Alex Clarke - Anna Hammar - Kendall Hanley - Jenni Heikkinen - Julia Kainberger - Linnea Sainio | - Lisa Linnek - Jacqueline Spresser - Veronica Lovensno - Sara Strong - Justine Todd - Diana Mokhova |

## Effectifs

### Canada
Mélodie Daoust est blessée au haut du corps dès le premier match du tournoi et revient au jeu à partir du 14 février, à l'occasion des demi-finales ,.
| No    | Nom                     | Position  | Club                                |
| ----- | ----------------------- | --------- | ----------------------------------- |
| +003, | Jocelyne Larocque       | Défenseur | PWHPA Toronto                       |
| +006, | Rebecca Johnston        | Attaquant | PWHPA Calgary                       |
| +007, | Laura Stacey            | Attaquant | PWHPA Montréal                      |
| +010, | Sarah Fillier           | Attaquant | Tigers de Princeton (NCAA)          |
| +011, | Jillian Saulnier        | Attaquant | PWHPA Montréal                      |
| +014, | Renata Fast             | Défenseur | PWHPA Toronto                       |
| +015, | Mélodie Daoust          | Attaquant | PWHPA Montréal                      |
| +017, | Ella Shelton            | Défenseur | PWHPA Toronto                       |
| +019, | Brianne Jenner - A      | Attaquant | PWHPA Toronto                       |
| +020, | Sarah Nurse             | Attaquant | PWHPA Toronto                       |
| +021, | Ashton Bell             | Défenseur | Bulldogs de Minnesota-Duluth (NCAA) |
| +023, | Erin Ambrose            | Défenseur | PWHPA Toronto                       |
| +024, | Natalie Spooner         | Attaquant | PWHPA Toronto                       |
| +026, | Emily Clark             | Attaquant | PWHPA Montréal                      |
| +027, | Emma Maltais            | Attaquant | Buckeyes d'Ohio State (NCAA)        |
| +028, | Micah Zandee-Hart       | Défenseur | PWHPA Calgary                       |
| +029, | Marie-Philip Poulin - C | Attaquant | PWHPA Montréal                      |
| +032, | Ann-Renée Desbiens      | Gardien   | PWHPA Montréal                      |
| +038, | Emerance Maschmeyer     | Gardien   | PWHPA Montréal                      |
| +040, | Blayre Turnbull - A     | Attaquant | PWHPA Calgary                       |
| +042, | Claire Thompson         | Défenseur | PWHPA Toronto                       |
| +047, | Jamie Lee Rattray       | Attaquant | PWHPA Toronto                       |
| +050, | Kristen Campbell        | Gardien   | PWHPA Clagary                       |

- Entraîneur :  Troy Ryan

### Chine
| No    | Nom                | Position  | Club                 |
| ----- | ------------------ | --------- | -------------------- |
| +002, | Yu Baiwei - C      | Défenseur | KRS Vanke Rays (JHL) |
| +005, | Huang Huier        | Défenseur | KRS Vanke Rays (JHL) |
| +007, | Zhang Mengying - A | Attaquant | KRS Vanke Rays (JHL) |
| +008, | Lin Qiqi - A       | Attaquant | KRS Vanke Rays (JHL) |
| +010, | He Xin             | Attaquant | KRS Vanke Rays (JHL) |
| +015, | Hu Baozhen         | Attaquant | KRS Vanke Rays (JHL) |
| +017, | Kang Mulan         | Attaquant | KRS Vanke Rays (JHL) |
| +019, | Lin Jiaxin         | Attaquant | KRS Vanke Rays (JHL) |
| +023, | Fang Xin           | Attaquant | KRS Vanke Rays (JHL) |
| +024, | Wang Yuqing        | Gardien   | KRS Vanke Rays (JHL) |
| +026, | Guan Yingying      | Attaquant | KRS Vanke Rays (JHL) |
| +028, | Anna Fei           | Défenseur | KRS Vanke Rays (JHL) |
| +033, | Zhou Jiaying       | Gardien   | KRS Vanke Rays (JHL) |
| +034, | Mi Le              | Attaquant | KRS Vanke Rays (JHL) |
| +044, | Li Beika           | Attaquant | KRS Vanke Rays (JHL) |
| +049, | Wang Yuting        | Défenseur | KRS Vanke Rays (JHL) |
| +051, | Zhang Xifang       | Attaquant | KRS Vanke Rays (JHL) |
| +066, | Li Qianhua         | Défenseur | KRS Vanke Rays (JHL) |
| +088, | Chen Tiya          | Gardien   | KRS Vanke Rays (JHL) |
| +091, | Lin Ni             | Attaquant | KRS Vanke Rays (JHL) |
| +093, | Liu Zhixin         | Défenseur | KRS Vanke Rays (JHL) |
| +097, | Zhao Qinan         | Défenseur | KRS Vanke Rays (JHL) |
| +098, | Zhu Rui            | Attaquant | KRS Vanke Rays (JHL) |

- Entraîneur :  Brian Idalski

### Danemark
| No    | Nom                        | Position  | Club                        |
| ----- | -------------------------- | --------- | --------------------------- |
| +002, | Kristine Melberg           | Défenseur | IF Malmö (SDHL)             |
| +004, | Silke Glud                 | Attaquant | Rødovre SIK (KvindeLigaen)  |
| +008, | Josefine Persson           | Attaquant | Luleå HF (SDHL)             |
| +011, | Amalie Andersen            | Défenseur | Black Bears du Maine (NCAA) |
| +013, | Michele Brix               | Attaquant | Odense IK (KvindeLigaen)    |
| +014, | Nicoline Jensen - A        | Attaquant | HV 71 (SDHL)                |
| +015, | Amanda Refsgaard           | Défenseur | Rødovre SIK (KvindeLigaen)  |
| +017, | Sofia Skriver              | Attaquant | Luleå HF (SDHL)             |
| +018, | Maria Peters               | Attaquant | Odense IK (KvindeLigaen)    |
| +019, | Josephine Asperup          | Défenseur | IF Malmö (SDHL)             |
| +021, | Michelle Weis              | Attaquant | Black Bears du Maine (NCAA) |
| +022, | Sofie Skott                | Défenseur | Hvidovre IK (KvindeLigaen)  |
| +023, | Julie Oksbjerg             | Attaquant | Odense IK (KvindeLigaen)    |
| +027, | Lilli Friis-Hansen         | Attaquant | Engineers de RPI (NCAA)     |
| +030, | Lisa Jensen                | Gardien   | IF Malmö (SDHL)             |
| +033, | Emma-Sofie Nordström       | Gardien   | Linköping HC (SDHL)         |
| +044, | Julie Østergaard           | Attaquant | Hvidovre IK (KvindeLigaen)  |
| +050, | Mia Bau Hansen             | Attaquant | IF Malmö (SDHL)             |
| +063, | Josefine Jakobsen - C      | Attaquant | Djurgården Hockey (SDHL)    |
| +068, | Emma Russell               | Attaquant | Rødovre SIK (KvindeLigaen)  |
| +072, | Cassandra Repstock-Romme   | Gardien   | Hvidovre IK (KvindeLigaen)  |
| +087, | Simone Jacquet Thrysøe - A | Défenseur | Aalborg IK (KvindeLigaen)   |
| +089, | Malene Frandsen - A        | Défenseur | IF Malmö (SDHL)             |

- Entraîneur :  Peter Helander

### États-Unis
La capitaine assistante Brianna Decker se blesse grièvement à la jambe lors de la première rencontre du 3 février et ne fait plus partie de l'effectif pour le reste du tournoi ,.
| No    | Nom                         | Position  | Club                               |
| ----- | --------------------------- | --------- | ---------------------------------- |
| +002, | Lee Stecklein - A           | Défenseur | PWHPA Minnesota                    |
| +003, | Cayla Barnes                | Défenseur | Eagles de Boston College (NCAA)    |
| +004, | Caroline Harvey             | Défenseur | North American Hockey Academy      |
| +005, | Megan Keller                | Défenseur | PWHPA New Hampshire                |
| +009, | Megan Bozek                 | Défenseur | KRS Vanke Rays (JHL)               |
| +011, | Abby Roque                  | Attaquant | PWHPA Minnesota                    |
| +012, | Kelly Pannek                | Attaquant | PWHPA Minnesota                    |
| +013, | Grace Zumwinkle             | Attaquant | Golden Gophers du Minnesota (NCAA) |
| +014, | Brianna Decker - A          | Attaquant | PWHPA New Hampshire                |
| +015, | Savannah Harmon             | Défenseur | PWHPA Minnesota                    |
| +016, | Hayley Scamurra             | Attaquant | PWHPA New Hampshire                |
| +018, | Jesse Compher               | Attaquant | Terriers de Boston (NCAA)          |
| +019, | Jincy Dunne                 | Défenseur | PWHPA New Hampshire                |
| +020, | Hannah Brandt               | Attaquant | PWHPA Minnesota                    |
| +021, | Hilary Knight - A           | Attaquant | PWHPA Minnesota                    |
| +024, | Dani Cameranesi             | Attaquant | PWHPA Minnesota                    |
| +025, | Alexandra Carpenter         | Attaquant | KRS Vanke Rays (JHL)               |
| +026, | Kendall Coyne Schofield - C | Attaquant | PWHPA Minnesota                    |
| +028, | Amanda Kessel               | Attaquant | PWHPA New Hampshire                |
| +029, | Nicole Hensley              | Gardien   | PWHPA New Hampshire                |
| +033, | Alex Cavallini              | Gardien   | PWHPA Minnesota                    |
| +035, | Maddie Rooney               | Gardien   | PWHPA Minnesota                    |
| +037, | Abbey Murphy                | Attaquant | Golden Gophers du Minnesota (NCAA) |

- Entraîneur :  Joel Johnson

### Finlande
| No    | Nom                   | Position  | Club                                   |
| ----- | --------------------- | --------- | -------------------------------------- |
| +001, | Eveliina Mäkinen      | Gardien   | Brynäs IF (SDHL)                       |
| +002, | Sini Karjalainen      | Défenseur | Catamounts du Vermont (NCAA)           |
| +006, | Jenni Hiirikoski - C  | Défenseur | Luleå HF (SDHL)                        |
| +007, | Sanni Rantala         | Défenseur | Kiekko-Espoo (Naisten Liiga)           |
| +008, | Ella Viitasuo         | Défenseur | Kiekko-Espoo (Naisten Liiga)           |
| +009, | Nelli Laitinen        | Défenseur | Kiekko-Espoo (Naisten Liiga)           |
| +010, | Elisa Holopainen      | Attaquant | Kiekko-Espoo (Naisten Liiga)           |
| +012, | Sanni Vanhanen        | Attaquant | Ilves Tampere (Naisten Liiga)          |
| +015, | Minttu Tuominen       | Défenseur | Kiekko-Espoo (Naisten Liiga)           |
| +016, | Petra Nieminen - A    | Attaquant | Luleå HF (SDHL)                        |
| +018, | Meeri Räisänen        | Gardien   | JYP Jyväskylä (Naisten Liiga)          |
| +023, | Sanni Hakala          | Attaquant | HV 71 (SDHL)                           |
| +024, | Viivi Vainikka        | Attaquant | Luleå HF (SDHL)                        |
| +027, | Julia Liikala         | Attaquant | Stadin Gimmat (Naisten Liiga)          |
| +028, | Jenniina Nylund       | Attaquant | Huskies de St. Cloud State (en) (NCAA) |
| +032, | Emilia Vesa           | Attaquant | Kiekko-Espoo (Naisten Liiga)           |
| +033, | Michelle Karvinen - A | Attaquant | IF Malmö (SDHL)                        |
| +034, | Sofianna Sundelin     | Attaquant | Team Kuortane (Naisten Liiga)          |
| +036, | Anni Keisala          | Gardien   | Ilves Tampere (Naisten Liiga)          |
| +040, | Noora Tulus           | Attaquant | Luleå HF (SDHL)                        |
| +061, | Tanja Niskanen        | Attaquant | KalPa Kuopio (Naisten Liiga)           |
| +077, | Susanna Tapani        | Attaquant | KRS Vanke Rays (JHL)                   |
| +088, | Ronja Savolainen      | Défenseur | Luleå HF (SDHL)                        |

- Entraîneur :  Pasi Mustonen

### Japon
| No    | Nom                  | Position  | Club                        |
| ----- | -------------------- | --------- | --------------------------- |
| +001, | Nana Fujimoto        | Gardien   | Färjestad BK (SDHL)         |
| +002, | Shiori Koike         | Défenseur | DK Peregrine (OG)           |
| +003, | Aoi Shiga            | Défenseur | Toyota Cygnus (OG)          |
| +004, | Ayaka Toko - A       | Défenseur | Seibu Princess Rabbits (OG) |
| +006, | Sena Suzuki          | Défenseur | Seibu Princess Rabbits (OG) |
| +007, | Yukiko Kawashima     | Défenseur | DK Peregrine (OG)           |
| +008, | Akane Hosoyamada - A | Défenseur | DK Peregrine (OG)           |
| +010, | Haruna Yoneyama      | Attaquant | DK Peregrine (OG)           |
| +011, | Mei Miura            | Attaquant | Toyota Cygnus (OG)          |
| +012, | Chiho Osawa - C      | Attaquant | Luleå HF (SDHL)             |
| +014, | Haruka Toko          | Attaquant | Seibu Princess Rabbits (OG) |
| +015, | Rui Ukita            | Attaquant | Daishin (OG)                |
| +016, | Akane Shiga          | Attaquant | Toyota Cygnus (OG)          |
| +018, | Suzuka Taka          | Attaquant | DK Peregrine (OG)           |
| +019, | Chika Otaki          | Attaquant | DK Peregrine (OG)           |
| +021, | Hanae Kubo           | Attaquant | Seibu Princess Rabbits (OG) |
| +022, | Miho Shishiuchi      | Attaquant | Toyota Cygnus (OG)          |
| +023, | Hikaru Yamashita     | Attaquant | Seibu Princess Rabbits (OG) |
| +027, | Remi Koyama          | Attaquant | Seibu Princess Rabbits (OG) |
| +028, | Shiori Yamashita     | Défenseur | Seibu Princess Rabbits (OG) |
| +030, | Akane Konishi        | Gardien   | Seibu Princess Rabbits (OG) |
|       | Miyuu Masuhara       | Gardien   | DK Peregrine (OG)           |

- Entraîneur :  Yuji Iizuka

### Comité Olympique Russe (ROC)
La délégation doit démarrer le tournoi avec un effectif réduit à seize patineurs et deux gardiens de but du fait de plusieurs athlètes présentant un test positif à la COVID-19 juste avant le début du tournoi, notamment Diana Farkhoutdinova, Angelina Gontcharenko, Iekaterina Nikolaïeva, Lioudmila Beliakova et la capitaine Olga Sossina ,.
| No    | Nom                    | Position  | Club                                   |
| ----- | ---------------------- | --------- | -------------------------------------- |
| +002, | Angelina Gontcharenko  | Défenseur | HK SKIF (JHL)                          |
| +004, | Ioulia Smirnova        | Défenseur | Dinamo-Neva Saint-Pétersbourg (JHL)    |
| +010, | Lioudmila Beliakova    | Attaquant | HK Tornado (JHL)                       |
| +011, | Liana GANEYA           | Défenseur | Dinamo-Neva Saint-Pétersbourg (JHL)    |
| +012, | Maria Petchnikova      | Défenseur | Aguidel Oufa (JHL)                     |
| +013, | Nina Pirogova          | Défenseur | HK Tornado (JHL)                       |
| +015, | Valeria Pavlova        | Attaquant | Birioussa du Kraï de Krasnoïarsk (JHL) |
| +017, | Fanouza Kadirova       | Attaquant | Dinamo-Neva Saint-Pétersbourg (JHL)    |
| +019, | Ielena Provorova       | Défenseur | HK SKIF (JHL)                          |
| +021, | Polina Bolgareva       | Attaquant | Dinamo-Neva Saint-Pétersbourg (JHL)    |
| +022, | Maria Batalova         | Défenseur | Aguidel Oufa (JHL)                     |
| +023, | Daria Gredzen          | Gardien   | Birioussa du Kraï de Krasnoïarsk (JHL) |
| +026, | Iekaterina Dobrodeïeva | Attaquant | Birioussa du Kraï de Krasnoïarsk (JHL) |
| +027, | Veronika Korjakova     | Attaquant | Aguidel Oufa (JHL)                     |
| +029, | Aleksandra Vafina - A  | Attaquant | Dinamo-Neva Saint-Pétersbourg (JHL)    |
| +030, | Valeria Merkoucheva    | Gardien   | HK SKIF (JHL)                          |
| +042, | Oksana Bratichtcheva   | Attaquant | HK SKIF (JHL)                          |
| +059, | Ielena Dergatchiova    | Attaquant | HK SKIF (JHL)                          |
| +069, | Maria Sorokina         | Gardien   | Aguidel Oufa (JHL)                     |
| +070, | Anna Chibanova - A     | Défenseur | Aguidel Oufa (JHL)                     |
| +072, | Anna Savonina          | Défenseur | HK Tornado (JHL)                       |
| +073, | Viktoria Koulichova    | Attaquant | HK SKIF (JHL)                          |
| +079, | Landych Faliakhova     | Attaquant | HK Tornado (JHL)                       |
| +087, | Polina Loutchnikova    | Attaquant | Aguidel Oufa (JHL)                     |
| +097, | Anna Chokhina - C      | Attaquant | HK Tornado (JHL)                       |

- Entraîneur :  Ievgueni Bobariko

### Suède
| No    | Nom                        | Position  | Club                                |
| ----- | -------------------------- | --------- | ----------------------------------- |
| +001, | Agnes Åker                 | Gardien   | AIK IF (SDHL)                       |
| +003, | Anna Kjellbin - A          | Défenseur | Luleå HF (SDHL)                     |
| +004, | Linnéa Andersson           | Défenseur | HV 71 (SDHL)                        |
| +005, | Johanna Fällman            | Défenseur | Luleå HF (SDHL)                     |
| +008, | Ebba Berglund              | Défenseur | HV 71 (SDHL)                        |
| +009, | Jessica Adolfsson          | Défenseur | Linköpings HC (SDHL)                |
| +010, | Mina Waxin                 | Défenseur | Brynäs IF (SDHL)                    |
| +011, | Josefin Bouveng            | Attaquant | Brynäs IF (SDHL)                    |
| +012, | Maja Nylén Persson - A     | Défenseur | Brynäs IF (SDHL)                    |
| +013, | Emma Murén                 | Attaquant | Brynäs IF (SDHL)                    |
| +015, | Lisa Johansson             | Attaquant | AIK IF (SDHL)                       |
| +016, | Linnea Johansson           | Attaquant | Linköpings HC (SDHL)                |
| +017, | Sofie Lundin               | Attaquant | Djurgårdens IF (SDHL)               |
| +019, | Sara Hjalmarsson           | Attaquant | Friars de Providence (NCAA)         |
| +020, | Paula Bergström            | Défenseur | MODO Hockey (SDHL)                  |
| +022, | Linn Peterson              | Attaquant | Luleå HF (SDHL)                     |
| +024, | Felizia Wikner-Zienkiewicz | Attaquant | HV 71 (SDHL)                        |
| +025, | Lina Ljungblom             | Attaquant | MODO Hockey (SDHL)                  |
| +027, | Emma Nordin                | Attaquant | Luleå HF (SDHL)                     |
| +028, | Michelle Löwenhielm - C    | Attaquant | SDE Hockey (SDHL)                   |
| +029, | Olivia Carlsson            | Attaquant | MODO Hockey (SDHL)                  |
| +030, | Emma Söderberg             | Gardien   | Bulldogs de Minnesota-Duluth (NCAA) |
| +035, | Ida Boman                  | Gardien   | Djurgårdens IF (SDHL)               |

- Entraîneur :  Ulf Lundberg

### Suisse
| No    | Nom                 | Position  | Club                                |
| ----- | ------------------- | --------- | ----------------------------------- |
| +003, | Sarah Forster       | Défenseur | AIK IF (SDHL)                       |
| +007, | Lara Stalder - C    | Attaquant | Brynäs IF (SDHL)                    |
| +008, | Kaleigh Quennec     | Attaquant | Carabins de Montréal (U Sports)     |
| +009, | Shannon Sigrist     | Défenseur | Linköpings HC (SDHL)                |
| +012, | Lisa Rüedi          | Attaquant | ZSC Lions (SWHL A)                  |
| +014, | Evelina Raselli - A | Attaquant | Pride de Boston (LNHF)              |
| +015, | Laura Zimmermann    | Attaquant | EV Bomo Thoune (SWHL A)             |
| +016, | Nicole Vallario     | Défenseur | Tommies de Saint-Thomas (en) (NCAA) |
| +017, | Lara Christen       | Défenseur | ZSC Lions (SWHL A)                  |
| +018, | Stefanie Wetli      | Défenseur | HC Thurgau Ladies (SWHL A)          |
| +020, | Andrea Brändli      | Gardien   | Buckeyes d'Ohio State (NCAA)        |
| +021, | Rahel Enzler        | Attaquant | Black Bears du Maine (NCAA)         |
| +022, | Sinja Leemann       | Défenseur | ZSC Lions (SWHL A)                  |
| +023, | Nicole Bullo        | Défenseur | HC Lugano Ladies-Team (SWHL A)      |
| +024, | Noemi Ryhner        | Attaquant | Luleå HF (SDHL)                     |
| +025, | Alina Müller - A    | Attaquant | Huskies de Northeastern (NCAA)      |
| +026, | Dominique Rüegg     | Attaquant | ZSC Lions (SWHL A)                  |
| +028, | Alina Marti         | Attaquant | ZSC Lions (SWHL A)                  |
| +029, | Saskia Maurer       | Gardien   | Tommies de Saint-Thomas (NCAA)      |
| +039, | Caroline Spies      | Gardien   | EHC Basel (SWHL A)                  |
| +071, | Lena Lutz           | Attaquant | HC Lugano Ladies-Team (SWHL A)      |
| +088, | Phoebe Staenz       | Attaquant | Leksands IF (SDHL)                  |
| +098, | Keely Moy           | Attaquant | Crimson d'Harvard (NCAA)            |

- Entraîneur :  Colin Muller

### Tchéquie
| No    | Nom                      | Position  | Club                                   |
| ----- | ------------------------ | --------- | -------------------------------------- |
| +001, | Viktorie Švejdová        | Gardien   | MODO Hockey (SDHL)                     |
| +002, | Aneta Tejralová          | Défenseur | HK SKIF (JHL)                          |
| +004, | Daniela Pejšová          | Défenseur | MODO Hockey (SDHL)                     |
| +005, | Samantha Kolowratová - A | Défenseur | Brynäs IF (SDHL)                       |
| +007, | Lenka Serdar             | Attaquant | Linköpings HC (SDHL)                   |
| +009, | Alena Mills - C          | Attaquant | KRS Vanke Rays (JHL)                   |
| +010, | Denisa Křížová           | Défenseur | Brynäs IF (SDHL)                       |
| +012, | Klára Hymlarová          | Attaquant | Huskies de St. Cloud State (en) (NCAA) |
| +014, | Dominika Lásková         | Défenseur | Warriors de Merrimack (en) (NCAA)      |
| +015, | Aneta Lédlová            | Attaquant | SK Trhači Kadaň (Tchéquie)             |
| +016, | Kateřina Mrázová - A     | Attaquant | Brynäs IF (SDHL)                       |
| +017, | Pavlína Horálková        | Défenseur | Birioussa du Kraï de Krasnoïarsk (JHL) |
| +018, | Michaela Pejzlová        | Attaquant | Stadin Gimmat (Naisten Liiga)          |
| +019, | Natálie Mlýnková         | Attaquant | Catamounts du Vermont (NCAA)           |
| +021, | Tereza Vanišová          | Attaquant | Leksands IF (SDHL)                     |
| +023, | Kateřina Bukolská        | Attaquant | Leksands IF (SDHL)                     |
| +024, | Sára Čajanová            | Défenseur | HC Bobři Valašské Meziříčí (Tchéquie)  |
| +025, | Kristýna Pátková         | Attaquant | Catamounts du Vermont (NCAA)           |
| +026, | Vendula Přibylová        | Attaquant | AIK IF (SDHL)                          |
| +027, | Tereza Radová            | Défenseur | Göteborg HC (SDHL)                     |
| +028, | Noemi Neubauerová        | Attaquant | Raiders de Colgate (NCAA)              |
| +029, | Klára Peslarová          | Gardien   | MODO Hockey (SDHL)                     |
| +030, | Kateřina Zechovská       | Gardien   | HC Draci Bílina (Tchéquie)             |

- Entraîneur :  Tomáš Pacina